# Robert Simpson Woodward

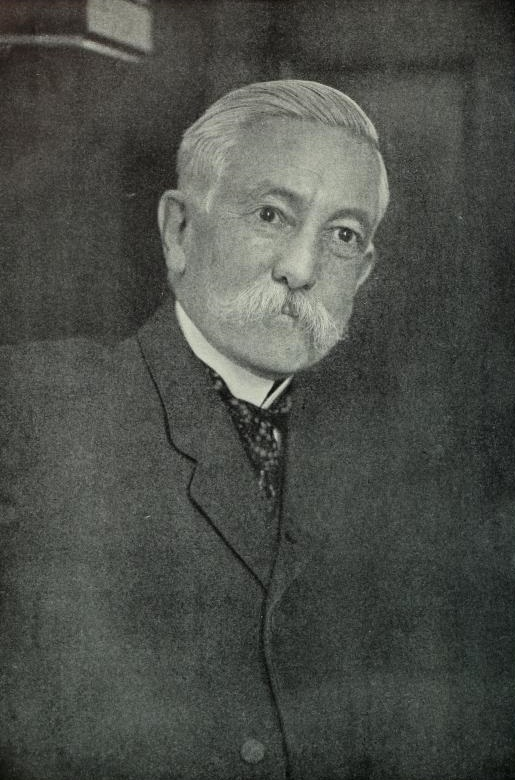
Robert Simpson Woodward

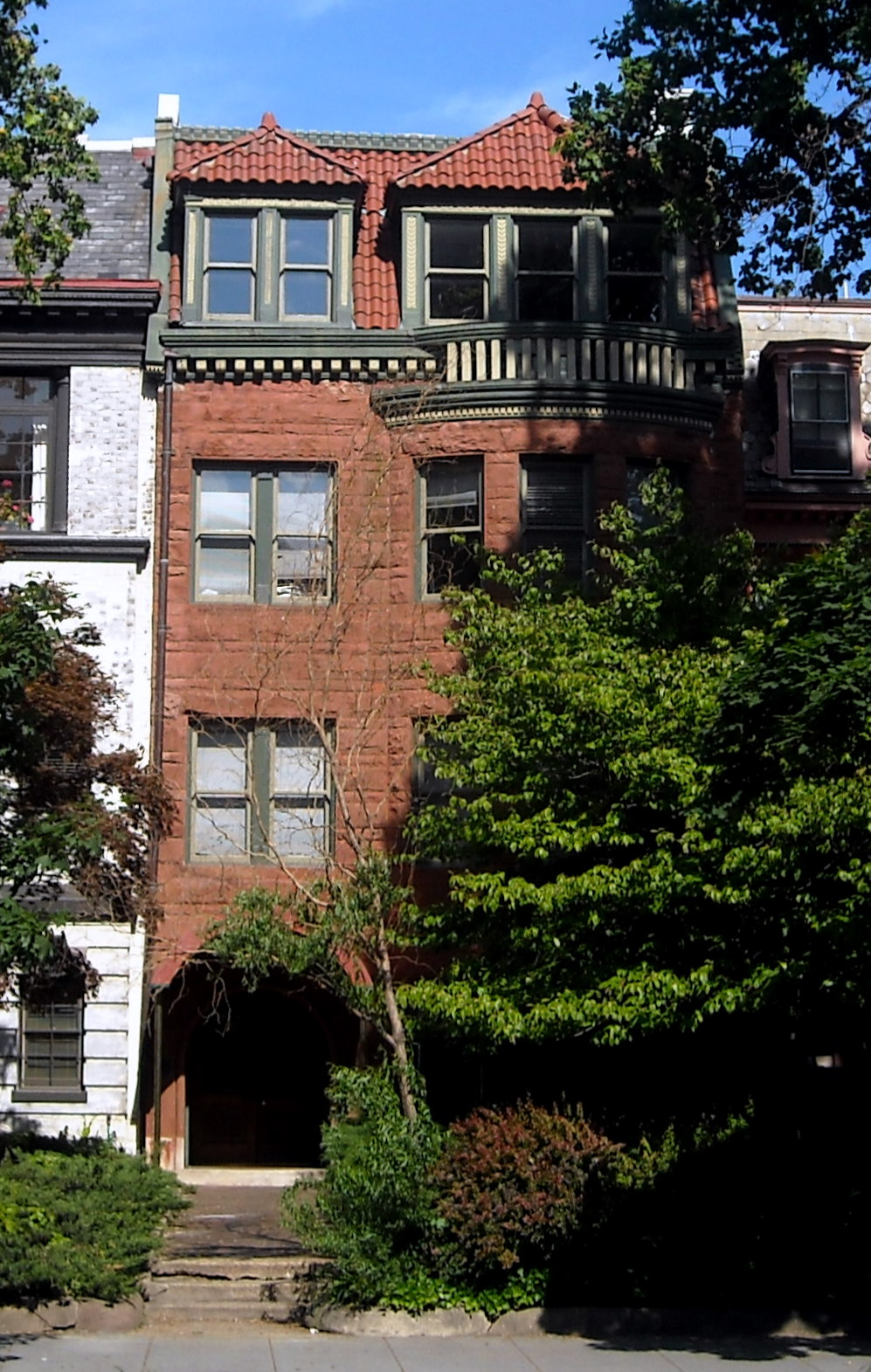
Sein Wohnhaus in Washington D. C., heute National Historic Landmark

Robert Simpson Woodward (* 21. Juli 1849 in Rochester (Michigan); † 29. Juni 1924 in Washington, D.C.) war ein US-amerikanischer Astronom, Geophysiker, Geodät und Ingenieur.

## Leben
Woodward erwarb 1872 einen Abschluss als Bauingenieur an der University of Michigan und arbeitete danach für den United States Lake Survey an deren Vermessung der Großen Seen.
1882 wurde er Assistant Astronomer für die Beobachtung des Venus-Transits von 1882 (die Daten wurden zur genauen Bestimmung der Astronomischen Einheit über die Parallaxe zum Sonnenrand verwendet) und von 1884 bis 1890 war er Astronom im United States Geological Survey, wo er für die mathematische Abteilung zuständig war (Tabellenwerke für Kartographie, Geophysik). Danach war er im United States Coast and Geodetic Survey (und gab während dieser Zeit geographische Tabellenwerke für die Smithsonian Institution heraus, in 3. Auflage 1906 erschienen, mit einem Anhang über die Theorie der Fehler) und ab 1893 Professor für Mechanik und theoretische Physik am Columbia College, an dem er 1895 Dekan der Faculty of Pure Science wurde.
1896 wurde er in die American Academy of Arts and Sciences gewählt. 1905 wurde er Präsident der Carnegie Institution in Washington. Von 1898 bis 1900 war er Präsident der American Mathematical Society und 1900 Präsident der American Association for the Advancement of Science. Ab 1915 war er im Naval Consulting Board. Ab 1896 war er Mitglied der National Academy of Sciences.